# John G. Taylor
Pour les articles homonymes, voir John Taylor.
John Gerald Taylor (18 août 1931 - 10 mars 2012) est un physicien et auteur britannique. Il est connu pour avoir écrit un livre critique des phénomènes paranormaux.

## Biographie
Taylor a fréquenté la King Edward VI Grammar School, Chelmsford (en) et Mid-Essex Polytechnic, avant d'obtenir une maîtrise (Cantab) et un doctorat du Christ's College de Cambridge (1950-1956). Il a eu une vaste carrière universitaire en physique mathématique et en intelligence artificielle. Il a été professeur émérite et directeur du Center for Neural Networks du King's College de Londres et scientifique invité du Centre de recherche de l'Institute of Medicine de Jülich, en Allemagne. De 2007 à 2012, Taylor a dirigé un programme de recherche unique au sein du groupe Alternative Investment Strategies (COMAS) de Commerzbank. Le programme a utilisé des techniques d'intelligence artificielle pour créer des portefeuilles de fonds spéculatifs. 
En 2011, Taylor a cofondé Commonwealth Capital Management LLP avec Nathaniel Philip Rothschild et Mehraj Mattoo (en). La société a lancé son premier fonds systématique de CTA sur la plate-forme dbSelect de la Deutsche Bank, basé sur les modèles d'intelligence artificielle de Taylor développés alors qu'il travaillait chez COMAS.
Ses postes et intérêts antérieurs, alors qu'il était encore au King's College, étaient les mathématiques et la physique. Il était l'auteur de nombreux livres populaires,.
Taylor a également suivi une formation d'acteur et a joué dans des pièces de théâtre et des films, a écrit plusieurs pièces de science-fiction et dirigé des productions théâtrales à Oxford et Cambridge.

## Parapsychologie
Taylor, après avoir été témoin de la torsion de cuillère par Uri Geller, s'est intéressé à la parapsychologie. Au début, il croyait que les exploits de Geller ainsi que d'autres phénomènes paranormaux présumés étaient authentiques. Il a écrit un livre intitulé Superminds (1975) dans lequel il plaidait pour une explication physique du paranormal. Il croyait que l'explication de la perception extrasensorielle, de la psychokinésie, du cintrage de la cuillère et d'autres phénomènes paranormaux pouvait être trouvée dans l'électromagnétisme. Cependant, les expériences qu'il a menées dans des conditions de laboratoire étaient négatives, ce qui l'a laissé sceptique quant à la validité des phénomènes paranormaux,,.
Taylor avait testé des enfants en flexion du métal. Selon Martin Gardner, les commandes étaient inadéquates car les enfants mettaient des trombones dans leurs poches et en retiraient plus tard un tordu ou se retrouvaient avec des tiges métalliques sans être observés. L'illusionniste James Randi a réussi à plier une barre en aluminium alors que Taylor ne la regardait pas et à y graver "Bent by Randi". Dans d'autres expériences, deux scientifiques de l'Université de Bath ont examiné le cintrage du métal avec des enfants dans une pièce qui était secrètement filmée à travers un miroir sans tain. Le film a révélé que les enfants pliaient les objets avec leurs mains et leurs pieds. En raison des preuves de supercherie, Taylor a conclu que la flexion du métal n'avait aucune base paranormale.
Taylor a écrit que l'explication physicaliste dans laquelle les propriétés des objets ont été expliquées en termes de leurs constituants a eu le plus de succès en science. Les forces qui les maintiennent ensemble sont la gravité, la radioactivité, l'électromagnétisme et la force nucléaire. Taylor a écrit qu'une seule force pouvait expliquer les prétendus phénomènes paranormaux : les forces électromagnétiques agissant sur les constituants normaux des corps. Taylor a écrit que lorsque la science affronte le surnaturel, il s'agit d'« électromagnétisme ou d'effondrement ». Au cours d'une enquête de quatre ans sur le paranormal, Taylor et son collègue Eduardo Balanovski ont recherché des signaux électromagnétiques anormaux dans des expériences parapsychologiques. Des détecteurs électromagnétiques et d'ondes radio ont été utilisés, mais aucun signal électromagnétique anormal ou effet paranormaux n'a été observé,.
Taylor a écrit qu'une cinquième force inconnue provoquant la psychokinésie devrait transmettre une grande quantité d'énergie. L'énergie devrait vaincre les forces électromagnétiques liant les atomes entre eux. Les atomes devraient répondre plus fortement à la cinquième force pendant qu'elle est active qu'aux forces électriques. Une telle force supplémentaire entre les atomes devrait donc exister tout le temps et pas seulement pendant les prétendus événements paranormaux. Taylor a écrit qu'il n'y a aucune trace scientifique d'une telle force en physique, jusqu'à plusieurs ordres de grandeur ; ainsi, si un point de vue scientifique doit être préservé, l'idée d'une cinquième force doit être écartée. Taylor a conclu qu'il n'y a pas de mécanisme physique possible pour la psychokinésie et c'est en totale contradiction avec la science établie.
Dans son livre Science and the Supernatural (1980), Taylor a conclu que tous les phénomènes paranormaux sur lesquels il a étudié se sont avérés avoir une explication scientifique naturaliste ou ne se sont pas produits dans des conditions soigneusement contrôlées. Il a écrit que bon nombre des résultats pourraient être expliqués par la fraude, la crédulité, la fantaisie et les indices sensoriels. Le livre a reçu une critique positive dans le New Scientist, qui a conclu « qu'il ne fera aucun converti parmi les croyants au paranormal, mais en même temps, il ne s'aliènera probablement pas non plus beaucoup d'entre eux ».

## Citation
« Nous avons cherché le surnaturel et ne l'avons pas trouvé. Dans l'ensemble, nous n'avons rencontré que des expériences médiocres, des théories bâclées et la crédulité humaine. On s'est également rendu compte que presque tous les phénomènes paranormaux revendiqués sont en contradiction totale avec la science établie. » John Taylor (1980) Science and the Supernatural.

## Livres publiés
Il est l'auteur des livres suivants :
- The Mind: A User's Manual (2006), (ISBN 0-470-02222-1).
- Neural Networks and the Financial Markets Predicting, Combining, and Portfolio Optimisation (2002), (ISBN 1-85233-531-9)
- The Race for Consciousness (1999),  (ISBN 0-262-20115-1)[10].
- The Promise of Neural Networks (Perspectives in Neural Computing) (1993),  (ISBN 3-540-19773-7).
- Science and the Supernatural: An Investigation of Paranormal Phenomena Including Psychic Healing, Clairvoyance, Telepathy, and Precognition by a Distinguished Physicist and Mathematician (1980), (ISBN 0-85117-191-5)
- Superminds: An Inquiry into the Paranormal (1975), (ISBN 0-333-17701-0)
- New Worlds in Physics (1974),  (ISBN 0-571-10258-1)
- Black Holes: The End of the Universe? (1973),  (ISBN 0-380-00327-9)
- The New Physics (1972),  (ISBN 0-465-05066-2)
- The Shape of Minds to Come (1971),  (ISBN 0-7181-0788-8).